# أولاد علي (أولاد ابراهيم بن علي)
أولاد علي هو دُوَّار يقع بجماعة أولاد بوبكر، إقليم الدريوش، جهة الشرق في المملكة المغربية. ينتمي الدوّار لمشيخة أولاد إبراهيم بن علي التي تضم 4 دواوير. يقدر عدد سكانه بـ 478 نسمة حسب الإحصاء الرسمي للسكان والسكنى لسنة 2004.

## روابط خارجية
- البوابة الوطنية للجماعات الترابية
- المندوبية السامية للتخطيط